# アキス・ジコス
アンドレアス・ヴァシリオス・ジコス（ギリシャ語: Ανδρέας Βασίλειος Ζήκος, ラテン文字転写: Andreas Vasilios Zikos、1974年6月1日 - ）は、ギリシャの元サッカー選手。ポジションはミッドフィールダー。

## クラブ経歴

### シュコダ・クサンティ
1993年にシュコダ・クサンティFCでプロキャリアをスタートし4シーズンをギリシャ・スーパーリーグで過ごした。

### AEKアテネ
1998年夏、AEKアテネFCに1億3000万ドラクマで移籍した。テオドロス・ザゴラキスとは彼が2000年に退団するまで、中盤で驚異的なコンビを形成した。2000年と2002年にはキペロ・エラーダス優勝を果たした。2002年夏、首脳陣との関係悪化に伴い、国外移籍を決断した。

### モナコ
2002年夏、ASモナコと契約し4シーズンをリーグ・アンで過ごした。2003年にクープ・ドゥ・ラ・リーグ優勝を果たすと、2004年にはディディエ・デシャン監督の下でUEFAチャンピオンズリーグ決勝に進出したがFCポルトに0-3で敗れた。これによってUEFAチャンピオンズリーグ決勝に出場した初のギリシャ人となった。

### AEKアテネ復帰
2006年、フランスでの4年間を終え、AEKアテネに復帰した。復帰後は負傷に悩まされたが、クラブのギリシャ・スーパーリーグ2位とUEFAチャンピオンズリーグ予選3回戦進出に貢献した。2008年4月20日、リーグ最終戦で現役を引退した。

## 代表経歴
ギリシャ代表では18試合に出場したが、オットー・レーハーゲルが監督に就任すると冷遇されるようになった。モナコをUEFAチャンピオンズリーグ決勝に導くと、UEFA EURO 2004の代表候補に入ったが、最終的に優勝を果たした本大会メンバーからは落選した。